# Gilde Brauerei
La Gilde Brauerei GmbH est une brasserie à Hanovre.

## Histoire
Le 31 mai 1526, Cord Broyhan crée sa nouvelle bière de fermentation haute, qui porte son nom, qu'il brasse dans la Broyhanhaus à partir de 1537. Un essor économique atteint la ville. En 1546, les brasseurs forment une guilde qui crée le "Broyhan-Taler", une marque de brassage et de contrôle du cuivre.
En 1609, le conseil municipal reconnaît la guilde des brasseurs comme une entité juridique distincte qui supervise les droits et devoirs des brasseurs. La guilde est une association de propriétaires terriens dont les propriétés détiennent les droits de brassage. Au XVIIe siècle, il y a environ 320 propriétés avec des droits de brassage. En 1745, environ 105 brasseurs agréés fondent un partenariat qui garantit une qualité de bière constante. À la fin du XVIIIe siècle, la guilde des brasseurs construit une brasserie sur la Köbelingerstrasse, dans laquelle la Broyhan-Bier est brassée jusqu'en 1919.
Au XIXe siècle, des lagers à fermentation basse telles que la pils sont développées, qui se conservent plus longtemps et peuvent donc également être commercialisées à l'échelle nationale. En conséquence, de grandes brasseries (production annuelle à partir de 100 000 hectolitres) émergent progressivement à travers l'Allemagne. En 1868, la guilde des brasseurs perd son monopole de vente à Hanovre et passe d'une organisation coopérative à une entreprise. En 1870, la guilde des brasseurs de Hanovre reprend la propriété actuelle sur Hildesheimer Straße près du Maschsee. Un bâtiment d'usine de style néo-gothique y est construit en 1875.
En 1917, la brasserie Städtische Lagerbier forme un consortium avec les brasseries Vereinsbrauerei Herrenhausen et Lindener Aktien-Brauerei, également basées à Hanovre, à travers lequel une offre publique d'achat acceptée fut soumise aux actionnaires de la Germania-Brauerei.
En 1925, Gilde acquiert la majorité du capital social de la Lindener Aktien-Brauerei et fusionne avec elle en 1968 pour former la Lindener Gilde-Bräu AG. En 1970, le bâtiment de la brasserie sur la Hildesheimer Strasse est transformé et agrandi pour devenir l'une des brasseries les plus modernes au monde. Jusque dans les années 1990, les établissements de restauration sont parfois équipés de calèches pour maintenir la tradition.
Pendant la Seconde Guerre mondiale, l'un des nombreux abris antiaériens publics du sud de la ville est installé dans le bâtiment de l'ancienne brasserie pour protéger les personnes restées dans la ville des bombardements aériens lors des raids aériens sur Hanovre. Au cours de la guerre, cependant, environ 75 % des installations de l'usine furent détruites.
En 1985, la brasserie étend ses activités au-delà de la région de Hanovre et reprend la majorité des actions de Hofbrauhaus Wolters AG à Brunswick. En 1988, le nom est réduit à Gilde Brauerei AG.
La production de la marque Bölkstoff commence en 1989 après une dispute entre Rötger Feldmann, l'inventeur du personnage de bande dessinée Werner et la Flensburger Brauerei.
En 1990, Gilde reprend Hasseröder Brauerei et l'agrandit pour en faire l'une des brasseries les plus modernes d'Europe. À Hanovre, la majorité de la Brauerei Wülfel est reprise en 1992, Lindener Aktien-Brauerei est fermée en 1997. En 2000, le groupe Gilde figure parmi les dix premiers de l'industrie brassicole allemande. Il comprend non seulement des brasseries, mais aussi la Malzfabrik Langkopf GmbH à Peine, qui fut reprise par la Lindener Aktienbrauerei en 1909.
Début octobre 2000, un incendie et des explosions cause des millions d'euros de dégâts dans la brasserie Gilde.
Le groupe belge Interbrew (« Stella Artois ») reprend Brauerei Diebels en 2001 et la marque mondiale de Brême Beck's en 2002 et les fusionne avec Interbrew Allemagne. Le 1er janvier 2003, le groupe reprend également Gilde Brauerei AG.
À l'automne 2004, Interbrew fusionne (après avoir repris le groupe munichois Spaten-Löwenbräu et Dinkelacker-Schwaben Bräu à Stuttgart le 1er octobre) avec le groupe brésilien AmBev pour former le plus grand groupe brassicole au monde, InBev. Interbrew Allemgne est renommé InBev Allemagne le 1er juillet 2005.
InBev donne la priorité à la production et à la publicité des marques nationales de bière à Hanovre et retire progressivement les marques traditionnelles hanovriennes du marché. La marque Wilkenburger est abandonnée en 2004 et la marque Bölkstoff est vendue à la Flensburger Brauerei. La brasserie traditionnelle de Brunswick Hofbrauhaus Wolters, qui appartenait au groupe Gilde depuis 20 ans, doit même être complètement fermée le 31 décembre 2005, mais est vendue à quatre gérants dans le cadre d'un plan de sauvetage avec le soutien de la ville de Brunswick et travaille comme brasserie indépendante depuis octobre 2006. La malterie Langkopf est vendue au groupe Rudolf Meyer à Peine en 2005.
Depuis 2009, le groupe Inbev réduit la production à Hanovre. En 2014, avec 70 employés, elle réalise une production annuelle d'environ 150 000 hectolitres de bière.
En octobre 2015, la société mère annonce qu'elle vendra la Gilde-Brauerei à TCB Beteiligungsgesellschaft à la fin de l'année. La reprise a lieu le 1er janvier 2016. La société par actions est transformée en GmbH. La première année après la reprise, la production est passée de 150 000 hl à 650 000 hl. En 2017, la production est 800 000 hl. Cependant, seuls 145 000 hl sont attribuables aux marques Gilde et Lindener, le reste de la production étant représenté par des marques de distributeur pour les supermarchés, ainsi que la production sous licence pour les chaînes alimentaires et la bière Efes pour l'Allemagne.

## Production
Gilde Ratskeller Premium Pils
- Type de bière : fermentation basse (Pilsener)
- Brassage : Vollbier
- Densité primitive de moût : 11,7 %
- Teneur en alcool : 4,9 %

Gilde Pilsener
- Type de bière : fermentation basse (Pils)
- Brassage : Vollbier
- Densité primitive de moût : 11,3 %
- Teneur en alcool : 4,9 %

Lindener Spezial
- Type de bière : fermentation basse (Export)
- Brassage : Vollbier
- Densité primitive de moût : 12,3 %
- Teneur en alcool : 5,1 %

Gilde Rubin
- Type de bière : fermentation basse (Rotbier)
- Brassage : Vollbier
- Densité primitive de moût : 12,8 %
- Teneur en alcool : 5,5 %